# Списък на философи

Основна статия | Статии, свързани с философията | Списък на философи | Портал 
А – Б – В – Г – Д – Е – Ж –
З – И – Й – К – Л – М – Н –
О – П – Р – С – Т – У – Ф –
Х – Ц – Ч – Ш – Щ – Ъ – Ю –
Я

## А
- Пиер Абелар
- Аврелий Августин
- Рихард Авенариус
- Авероес
- Авицена
- Марк Аврелий
- Алфред Адлер
- Теодор Адорно
- Тома Аквински
- Фараби
- Ашари
- Амоний Сакас
- Анаксагор
- Анаксимандър
- Анаксимен
- Анахарсис
- Антистен
- Хана Аренд
- Аристип
- Аристон Хиоски
- Аристотел
- Раймон Арон
- Аруни Уддалака

## Б
- Михаил Бакунин
- Гастон Башлар
- Роджър Бейкън
- Френсис Бейкън
- Даниел Бел
- Джереми Бентъм
- Анри Бергсон
- Николай Бердяев
- Симон дьо Бовоар
- Боеций
- Бернард Болцано
- Бонавентура
- Юзеф Мария Бохенски
- Руджер Йосип Бошкович
- Франц Брентано
- Джордано Бруно
- Сергей Булгаков
- Буда
- Марио Бунге
- Едмънд Бърк
- Джордж Бъркли
- Якоб Бьоме
- Елена Блаватска

## В
- Вилхелм Винделбанд
- Джамбатиста Вико
- Лудвиг Витгенщайн
- Волтер
- Кристиан Волф
- Хьоне Вронски

## Г
- Ханс-Георг Гадамер
- Галилео Галилей
- Махатма Ганди
- Пиер Гасенди
- Хосе Ортега-и-Гасет
- Ал Газали
- Горгий

## Д
- Жан Даламбер
- Рене Декарт
- Демокрит
- Джуандзъ
- Жак Дерида
- Уилям Джеймс
- Дени Дидро
- Вилхелм Дилтай
- Диоген
- Дионисий Ареопагит
- Петър Дънов
- Джон Дюи

## Е
- Евклид
- Майстер Екхарт
- Фридрих Енгелс
- Енесидем
- Епикур
- Ралф Уолдо Емерсън
- Секст Емпирик
- Емпедокъл
- Епиктет
- Еразъм
- Ериугена
- Алфред Еър

## Ж
- Желю Желев
- Славой Жижек

## З
- Зенон от Елея
- Зенон от Китион

## И
- Ибн Араби
- Соломон ибн Гебирол

## К
- Ралф Кадуърт
- Албер Камю
- Имануел Кант
- Тит Лукреций Кар
- Рудолф Карнап
- Ернст Касирер
- Анселм Кентърбърийски
- Сьорен Киркегор
- Ян Амос Коменски
- Огюст Конт
- Етиен Боно дьо Кондияк
- Жан-Антоан дьо Кондорсе
- Бенжамен Констан
- Лейди Ан Конуей
- Конфуций
- Кратил
- Пьотър Кропоткин
- Бенедето Кроче
- Ксенофан
- Уилард ван Орман Куайн
- Николай Кузански
- Виктор Кузен
- Томас Кун

## Л
- Готфрид Вилхелм Лайбниц
- Лао Дзъ
- Левкип
- Владимир Илич Ленин
- Константин Леонтиев
- Джон Лок
- Алексей Лосев
- Николай Лоски

## М
- Николо Макиавели
- Мераб Мамардашвили
- Карл Маркс
- Херберт Маркузе
- Габриел Марсел
- Ернст Мах
- Жозеф дьо Местр
- Джеймс Мил
- Джон Стюарт Мил
- Джовани Пико дела Мирандола
- Димитър Михалчев
- Карл Лудвиг Мишле
- Мо Дзъ
- Мишел дьо Монтен
- Шарл Монтескьо
- Томас Мор
- Хенри Мор
- Джордж Едуард Мур

## Н
- Фридрих Ницше
- Исак Нютон

## О
- Уилям Окам
- Ориген
- Джон Остин
- Робърт Оуен

## П
- Парменид
- Блез Паскал
- Сава Петров
- Пирон от Елис
- Питагор
- Питак
- Платон
- Плитон
- Плотин
- Карл Попър
- Порфирий
- Прокъл
- Протагор
- Пиер-Жозеф Прудон
- Псевдо-Дионисий Ареопагит
- Чарлс Пърс

## Р
- Гилбърт Райл
- Ханс Райхенбах
- Айн Ранд
- Ричард Рорти
- Джон Ролс
- Хайнрих Рикерт
- Василий Розанов
- Антонио Розмини
- Жан-Жак Русо
- Бъртранд Ръсел
- Ернест Ренан
- Руми
- Елена Рьорих
- Николай Рьорих
- Таллапраджада Субба Роу

## С
- Жан-Пол Сартр
- Сенека
- Анри дьо Сен-Симон
- Григорий Сковорода
- Йоан Дънс Скот
- Сократ
- Владимир Соловьов
- Хърбърт Спенсър
- Сун Дзъ

## Т
- Талес
- Теофраст
- Тертулиан
- Пиер Тейяр дьо Шарден
- Тимон
- Алфред Тарски
- Хенри Дейвид Торо
- Цветан Тодоров
- Ибн Туфайл

## У
- Алфред Норт Уайтхед
- Мигел де Унамуно

## Ф
- Паул Файерабенд
- Филолай
- Готлоб Фреге
- Марсилио Фичино
- Лудвиг Фойербах
- Семьон Франк
- Зигмунд Фройд
- Ерих Фром

## Х
- Юрген Хабермас
- Мартин Хайдегер
- Йохан Георг Хаман
- Едуард Хартман
- Николай Хартман
- Ибн Халдун
- Георг Вилхелм Фридрих Хегел
- Ернст Хекел
- Хелвеций
- Карл Густав Хемпел
- Хераклит
- Томас Хобс
- Пол Анри Холбах
- Макс Хоркхаймер
- Хризип
- Едмунд Хусерл
- Томас Хъксли
- Дейвид Хюм

## Ц
- Марк Тулий Цицерон

## Ч
- Август Чешковски
- Емил Чоран

## Ш
- Шанкара
- Алберт Швайцер
- Фридрих Шелинг
- Освалд Шпенглер
- Лев Шестов
- Школата от Шартър
- Артур Шопенхауер

## Щ
- Рудолф Щайнер
- Макс Щирнер

## Ю
- Карл Густав Юнг

## Я
- Фридрих Хайнрих Якоби
- Ямблих
- Карл Ясперс

А – Б – В – Г – Д – Е – Ж –
З – И – Й – К – Л – М – Н –
О – П – Р – С – Т – У – Ф –
Х – Ц – Ч – Ш – Щ – Ъ – Ю –
Я